# Факултет за економију и инжењерски менаџмент Универзитета Привредна академија
Факултет за економију и инжењерски менаџмент (скраћено ФИМЕК) је високошколска установа Универзитета Привредна академија у Новом Саду. Основан је 2000. године под називом Факултет за образовање дипломираних правника и дипломираних економиста за потребе спољне трговине у Новом Саду. Поред седишта у Новом Саду, такође поседује високошколску јединицу у Београду. Актуелни декан је Марко Царић.

## Историја
Факултет за економију и инжењерски менаџмент је основан 2000. године под називом Факултет за образовање дипломираних правника и дипломираних економиста за потребе спољне трговине у Новом Саду. Оснивач Факултета је редовни професор и шеф Катедре привредноправних наука Правног факултета Универзитета у Новом Саду Славко Царић.
Циљ је пружање студентима основна знања везана за привреду Србије. Посебан нагласак је на стручним предметима везаним за савремено пословање банака, привредних субјеката и правосуђа. Наставним планом су били предвиђени и предмети који су покривали области функционисања међународног права и међународне заједнице као и начин на који међународни систем и глобализација утичу на Србију и њен економски и правни систем. Наставни план је обухватао и предмете као што су Основе менаџмента, Финансијски менаџмент, Финансије и Финансијско право.
Стручна пракса је организована у тадашњим водећим банкарским институцијама и привредним организацијама и институцијама. Садрже смерове Пословна економија и финансије, Инжењерски менаџмент у агробизнису, Софтверско инжењерство, Саобраћајно инжењерство, Еколошко инжењерство и Пословна економија и финансије — студије на даљину на основним студијама, Пословна економија и финансије, Инжењерски менаџмент у агробизнису, Софтверско инжењерство и Саобраћајно инжењерство на мастер и Пословна економија, Инжењерски менаџмент у агробизнису и Софтверско инжењерство на докторским студијама.

## Студије
Основне академске студије
- Пословна економија и финансије
- Инжењерски менаџмент у агробизнису
- Софтверско инжењерство
- Саобраћајно инжењерство
- Еколошко инжењерство

Мастер академске студије
- Пословна економија и финансије
- Инжењерски менаџмент у агробизнису
- Софтверско инжењерство
- Саобраћајно инжењерство

Докторске академске студије
- Пословна економија
- Инжењерски менаџмент у агробизнису
- Софтверско инжењерство